# グアイ・ハアナス国立公園
グアイ・ハアナス国立公園（英語：Gwaii Haanas National Park Reserve and Haida Heritage Site）は、カナダのブリティッシュコロンビア州西部のクイーンシャーロット諸島にある国立公園・保護区および国定史跡である。正式名称は「グアイ・ハアナス国立公園・保護区およびハイダ国定史跡」。国立公園は1993年に同地域を保護する協定がカナダ政府と先住民族のハイダ族議会との間で結ばれたことによって設立された。公園面積は1,495km²あり、IUCN分類では、国立公園（II）に登録されている。
公園の南部には歴史史跡で世界遺産に登録されたスカン・グアイ（アンソニー島）がある。